# キナプシン

キナプシン-24の構造式

キナプシン（kynapcin）は、カラスタケ（Polyozellus multiplex）に存在するポリオゼリンの数多くのジベンゾフラン誘導体に対する一般名である。ポリオゼリンと同様に、アルツハイマー病においてタンパク質（具体的にはアミロイド前駆体タンパク質）を切断する役割を持つ酵素であるプロリルエンドペプチダーゼを阻害する。カラスタケからは、キナプシン-12、キナプシン-13ならびにキナプシン-28、キナプシン-24を含むそれぞれ異なる化学的性質を持つ複数のキナプシン類が発見されている。キナプシン-24の全合成は2009年に達成された。